# Isak Magnusson
Isak Magnusson (16 juni 1998) is een Zweedse voetballer die uitkomt voor Östers IF. 

## Carrière
Magnusson begon met voetballen bij Lindås BK uit Emmaboda. Eind 2014 maakte hij de overstap van de samenwerkende verenigingen Lindås BK/Långasjö GoIF naar Kalmar FF. Daar begon hij in de jeugdopleiding.
Op 16 mei 2017 maakte Magnusson zijn debuut in de hoofdmacht van Kalmar FF. In de Allsvenskan-wedstrijd tegen IFK Norrköping viel de aanvaller na 73 minuten in voor Edvin Crona. Kalmar FF verloor het duel met 2-0.
In de zomer van 2021 verruilde Magnusson Kalmar FF voor Östers IF.

## Clubstatistieken
| seizoen | club      | land   | competitie  | duels | goals |
| ------- | --------- | ------ | ----------- | ----- | ----- |
| 2017    | Kalmar FF | Zweden | Allsvenskan | 3     | 0     |
| 2018    | Kalmar FF | Zweden | Allsvenskan | 26    | 1     |
| 2019    | Kalmar FF | Zweden | Allsvenskan | 17    | 0     |
| 2020    | Kalmar FF | Zweden | Allsvenskan | 26    | 5     |
| 2021    | Kalmar FF | Zweden | Allsvenskan | 5     | 0     |
| 2021    | Östers IF | Zweden | Superettan  | 16    | 2     |
| Totaal  | Totaal    | Totaal | Totaal      | 93    | 8     |